# 西山美術館
西山美術館（にしやまびじゅつかん）は、東京都町田市にある私立美術館である。一般社団法人西山美術館が運営。館長は西山由之。フランス国立ロダン美術館公認、フランスサノワ市ユトリロ美術館認定、公益財団法人日本博物館協会正会員。

## 概要
株式会社ナックの創業者である実業家西山由之が所有する美術品を展示するために2006年5月に開館した。主な展示物はユトリロの絵画、ロダンの彫刻、世界の銘石。ユトリロ絵画の収蔵数は76点で、フランスのユトリロ専門美術館についで世界第２位、個人コレクションとしては世界第１位で、ユトリロ著作権継承者のジャン・ファブリス氏から日本におけるユトリロ美術館として認定された。また、ロダンの作品も「考える人」「パスティアン・ルパージュ」「バルザックの胸像」などのブロンズ像、素描など計52点を収蔵、フランス国立ロダン美術館の公認を受けた。「考える人」は高さ71.5cmの実物のほか、エントランス前に黄金の塗装が施された約2mのレプリカも展示されている。2012年から銘石の展示も開始、2013年には巨大な水晶を祀る神社を美術館に併設した。また同年6月21日、美術館前に展示中のローズクォーツの球（直径96.6cm）がギネス世界記録に認定された。

## 沿革
- 2006年（平成18年）5月5日 - 株式会社ナックの東証一部上場を記念して創業の地である東京都町田市にロダン・ユトリロの専門美術館として開館。
- 2012年（平成24年） - 銘石の展示を開始。
- 2013年（平成25年）
  - 美術館に併設する開運神社を建立。
  - 6月21日 - 世界最大のローズクォーツの球がギネス世界記録に認定。

## 主な収蔵作品
出典
オーギュスト・ロダン
- 考える人（ブロンズ）
- バスティアン・ルパージュ(ブロンズ）
- 永遠の青春（ブロンズ）
- ミニヨン（ブロンズ）
- 鼻の潰れた男のマスク（ブロンズ）
- シュゾン（ブロンズ）

モーリス・ユトリロ
- サン・ミッシェル橋（油彩）
- アンドレ・デル・サルト通り（油彩）
- ラパン・アジル（油彩）
- サンヴァンサン通り（油彩）
- 風景（ラパン・ブラン）（油彩）
- 教会（油彩）
- サノワ通り（油彩）
- テルトル広場（油彩）
- 村の教会（油彩）

## その他
2013年8月に開催されたホテルオークラ東京でのチャリティーイベント「【第19回秘蔵の名品アートコレクション展】モネユトリロ佐伯と日仏絵画の巨匠たちフランスの美しき街と村のなかで」に、『ラパン・アジル』と『郊外の雪道』の作品を貸し出した。

## 利用案内
- 開館時間

午前 11時 - 午後5時
- 休館日

月曜日･火曜日（祝日・振替休日は開館）
- 入館料

1,200円（保護者同伴の場合は15歳以下無料）
銘石・ロダン館のみ入場無料

## 交通アクセス
- 小田急小田原線の鶴川駅から神奈中バス野津田車庫行、本町田経由町田駅行に乗り、綾部入口下車、徒歩2分
- 小田急小田原線・東日本旅客鉄道（JR東日本）横浜線の町田駅から神奈中バス本町田経由鶴川駅行に乗り、綾部入口下車、徒歩2分
- 鶴川駅よりタクシーで10分